# Soraya Saga
Kaori Tanaka (田中 香 Tanaka Kaori?, 18 de abril de 1969), también conocida con el seudónimo de Soraya Saga (嵯峨 空哉 Saga Soraya?), es una ilustradora, diseñadora y guionista de videojuegos japonesa. 

## Trayectoria

### Final Fantasy
Saga se unió a Squaresoft como diseñadora gráfica a principios de los años 90 a través de un anuncio en la revista de informática ASCII. Saga fue diseñadora gráfica en Squaresoft para Final Fantasy IV: Easy Type, Romancing SaGa, Final Fantasy V y Final Fantasy VI. Ayudó a crear la caracterización de los personajes de Final Fantasy VI, Edgar y Sabin, empezando por elegir dos tipos de personajes jugables, en este caso monje y maquinista, eligiendo el desierto como escenario y luego creando un extenso trasfondo de personaje en un cuaderno privado para ella misma.

### Xenogears/Xenosaga
Saga y su marido Tetsuya Takahashi presentaron un guion para Final Fantasy VII que fue calificado de "demasiado oscuro" y "complicado" para un juego de fantasía, pero se les permitió iniciar un nuevo proyecto basado en el guion, que se convirtió en un tratamiento completo con escenas, que finalmente se publicó con el nombre de Xenogears. La historia se inspiró en el interés de la pareja de guionistas por filósofos como Jung, Nietzsche y Freud, abordando preguntas como "de dónde venimos, qué somos, hacia dónde vamos". Saga y Takahashi continuaron escribiendo la trama de Xenosaga Episodio I, Xenosaga Episodio II y Xenosaga Pied Piper. El uso de muchas referencias religiosas en Xenosaga refleja el interés de Saga en las creencias y su poder. KOS-MOS fue diseñado por Takahashi, reflejando una visión invertida de la construcción humana, dándole al personaje un cuerpo poderoso y un alma frágil. Varios diseños que no se utilizaron fueron creados por los diseñadores Kunihiko Tanaka y Kouichi Mugitani. La serie, originalmente pensada para ser de seis juegos, se acortó y muchos puntos de la trama tuvieron que cambiarse y moverse condicionados por el guion del segundo episodio.
Durante la producción de Xenosaga Episodio II, Saga fue informada de que sus servicios ya no serían necesarios en la producción de las entregas restantes de la serie.

### Trabajos posteriores
También colaboró en el desarrollo de la historia de Soma Bringer. En el año 2000 hizo un borrador para Monolith Soft destinado al juego de rol de ciencia ficción llamado "Titus 12".

## Juegos
- Final Fantasy V (1992): diseño de mapas [3]
- Final Fantasy VI (1994): diseñador gráfico de campo, guionista [1]
- Romancing SaGa 3 (1995): diseñador gráfico [3]
- Xenogears (1998): guionista [3]
- Xenosaga Episodio I: Der Wille zur Macht (2002): escritor de escenarios de eventos [3]
- Xenosaga Episodio II: Jenseits von Gut und Böse (2004): autor asistente [3]
- Xenosaga: Pied Piper (2004): coautor del guion [3]
- Soma Bringer (2008): escenario [1]
- Xenoblade Chronicles 2 (2017): artista invitado [7]